# Charles Henri Ford
Charles Henri Ford (ur. 10 lutego 1908 w Brookhaven, zm. 27 września 2002 w Nowym Jorku) – amerykański artysta o wszechstronnych zainteresowaniach, poeta, powieściopisarz, filmowiec, fotograf i twórca kolaży.
Zyskał uznanie dzięki publikacji poezji, wystawom swoich prac w Europie i USA oraz redakcji surrealistycznego czasopisma View (1940–1947) w Nowym Jorku. View zgromadziło wokół siebie grupę znakomitych surrealistów z Europy, czyniąc Nowy Jork ważnym ośrodkiem surrealizmu. Ford był wcześniej także redaktorem kilku numerów wydawnictwa Blues: A Magazine of New Rhythms (1929-1930).

## Młodość i okres paryski
Ford urodził się w Brookhaven, Missisipi, w zamożnej rodzinie baptystów, choć uczęszczał do katolickich szkół. Miał jedną siostrę, Ruth Ford, która była aktorką. 
Ford już jako młody człowiek zaczął publikować swoje wiersze i związał się z paryskim salonem Gertrude Stein, gdzie spotkał wiele znaczących postaci. Wspólnie z Parkerem Tylerem napisał eksperymentalną powieść "The Young and Evil" (1933), która wkrótce zyskała rozgłos, choć spotkała się z kontrowersjami związanymi ze sposobem przedstawienia tożsamości płciowej i seksualnej postaci. Powieść została odrzucona przez kilku amerykańskich i brytyjskich wydawców, zanim Obelisk Press w Paryżu zgodził się ją opublikować. 

## Nowy Jork
Ford wrócił do Nowego Jorku w 1934 roku, przywożąc ze sobą Pavla Tchelitchewa, swojego partnera. W jego kręgu znajdowali się m.in. Carl Van Vechten, Glenway Wescott, George Platt Lynes, Lincoln Kirstein, Orson Welles, George Balanchine i E. E. Cummings. Wizytujący przyjaciele z zagranicy to m.in. Cecil Beaton, Leonor Fini, George Hoyningen-Huene i Salvador Dalí.

## MagazynView
W 1940 roku Ford zaczął wydawać magazyn View, poświęcony awangardzie i sztuce surrealistycznej. Magazyn wykorzystał pełną siłę europejskich surrealistów przebywających w Nowym Jorku podczas wojny, aby uczynić miasto centrum surrealizmu. Ukazywał się cyklicznie do 1947 roku. Przy tym wydawnictwie Ford współpracował z Parkerem Tylerem.
View przyciągał rzesze artystów, w dużej części europejskich, wśród których znajdowali się Pavel Tchelitchew, Yves Tanguy, Max Ernst, André Masson, Pablo Picasso, Henry Miller, Paul Klee, Albert Camus, Lawrence Durrell, Georgia O'Keeffe, Man Ray, Jorge Luis Borges, Joan Miró, Alexander Calder, Marc Chagall, Jean Genet, René Magritte, Jean Dubuffeet i Edouard Roditi. 
Na jego okładkach znajdowały się prace takich artystów jak Max Ernst, Man Ray, Isamu Noguchi, Duchamp, Georgia O'Keeffe, Fernand Leger, Wifredo Lam i wielu innych.

## Andy Warhol i Nepal
W 1962 roku Ford wrócił do Stanów Zjednoczonych i zaczął współpracować z artystami nurtu Pop oraz twórcami filmów undergroundowych. Spotkał Andy'ego Warhola na przyjęciu u swojej siostry Ruth, a ich związek opisano w książce "Autobiografia i życie seksualne Andy'ego Warhola". W 1965 roku miała miejsce wystawa jego prac zatytułowana "Poem Posters", które Ford wykonał na prasie litograficznej w Atenach. Pod koniec lat 60. zaczął także reżyserować własne filmy, w tym "Poem Posters" (1967) i "Johnny Minotaur" (1971).
W latach 70. przeniósł się do Nepalu, gdzie zatrudnił Indrę Tamanga jako asystenta.

## Ostatnie lata
W 1992 roku zredagował antologię artykułów z View. W 2001 roku opublikował fragmenty swoich pamiętników jako "Water from a Bucket".
Ostatnie lata życia spędził mieszkając w słynnym budynku Dakota na Manhattanie. Po jego śmierci "The New York Times" opublikował specjalny artykuł poświęcony jego twórczości.

## Dorobek artystyczny Forda

### Fikcja
- The Young and Evil, with Parker Tyler (Paris: Obelisk Press, 1933)

### Poezja
- A Pamphlet of Sonnets (1936)
- The Garden of Disorder (1938)
- ABC's (1940)
- The Overturned Lake (1941)
- Poems for Painters (1945)
- The Half-Thoughts, The Distances of Pain (1947)
- Sleep in a Nest of Flames (1949)
- Spare Parts (1966)
- Silver Flower Coo (1968)
- Flag of Ecstasy: Selected Poems (1972)
- 7 poems (1974)
- Om Krishna I: Special Effects (1972)
- Om Krishna II: from the Sickroom of the Walking Eagles (1981)
- Om Krishna III (1982)
- Emblems of Arachne (1986)
- Out of the Labyrinth: Selected Poems (2001)

### Non-fiction
- Water from A Bucket: A Diary 1948-1957 (Turtle Point Press, 2001)

### Redakcja
- The Mirror of Baudelaire (New Directions, 1942)
- A Night with Jupiter and Other Fantastic Stories (New York: View Editions, Vanguard Press, 1945)
- View: Parade of the Avant-Garde, 1940–1947 (Thunder's Mouth Press, 1992; Basic Books, 1993)

### Redakcja czasopism
- View: Through the Eyes of Poets (1940-1947)
- Blues: A Magazine of New Rhythms (1929-1930).